# Gineceu (locuință)

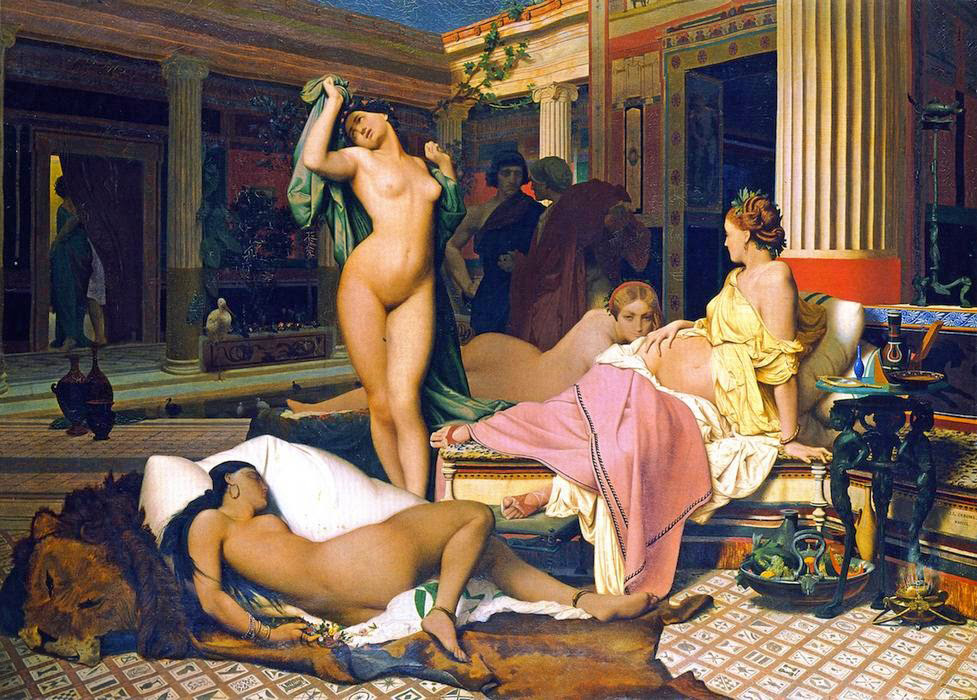
Le Gynécée („Gineceul”)
Pictură (1860) de Jean-Léon Gérôme (1824–1904)

Gineceu (în greacă γυναικεῖον/γυναικών/γυναικηΐη/γυναικωνῖτις) era în casele din Grecia antică un spațiu rezervat femeilor, în care nu era permis accesul vreunui bărbat străin de familie.
De regulă, gineceul ocupa încăperile din fundul casei, care nu aveau ferestre, sau la etajul casei. În ambele situații, gineceul nu avea ieșire directă spre exterior.
Femeile își petreceau aproape toată viața în gineceu, unde se ocupau de gospodărie și de creșterea și educarea copiilor. În aproape fiecare casă, în gineceu se găsea și un război de țesut, în care femeile țeseau materialele necesare îmbrăcămintei întregii familii.
Femeile părăseau arareori gineceul - doar când își vizitau părinții, când mergeau la baia publică sau pentru a participa la unele sărbători religioase - dar nu aveau voie să meargă la piață sau la petreceri cu soțul. Principala lor misiune în viață era să le ofere soțului și fiilor ceea ce își doreau și să își educe fetele în gineceu.
În general, până la vârsta de 7 ani, copiii erau educați în gineceu, de mamă și de celelalte femei din casă. După această vârstă băieții între 7 și 14 ani nu aveau un program obligatoriu dar, de regulă, părăseau gineceul și învățau practicarea gimnasticii și muzica. Fetele continuau să stea în gineceu, unde învățau să facă treburile casnice și muzica. Aici învățau că o soție bună trebuie să vadă, să audă și să vorbească puțin, fapt pentru care nu trebuie să părăsească gineceul decât arareori, și atunci în special pentru sărbătorile religioase.
Și în Roma antică casele aveau un gineceu (în latină gynaeceum) amplasat în atriu, unde locuiau femeile, precum și camere special destinate muncii acestora.

## Legături externe
Materiale media legate de Gineceu (locuință) la Wikimedia Commons